# Serie A 2016-2017 (hockey in-line)
La Serie A 2016-2017 è stata la 21ª edizione del massimo campionato italiano di hockey in-line. Il torneo ha avuto inizio il 1º ottobre 2016 e si è concluso il 18 maggio 2017.
Lo scudetto è stato conquistato dal Milano Quanta per la settima volta nella loro storia .

## Squadre partecipanti
| Club            | Stagione | Città           | Stagione precedente                                    |
| --------------- | -------- | --------------- | ------------------------------------------------------ |
| Asiago Vipers   | dettagli | Asiago (VI)     | 10º in Serie A1                                        |
| Cittadella      | dettagli | Cittadella (PD) | 3º in Serie A1, finale dei play-off scudetto           |
| CUS Verona      | dettagli | Verona          | 2º in Serie A1, semifinale dei play-off scudetto       |
| Diavoli Vicenza | dettagli | Vicenza         | 4º in Serie A1, semifinale dei play-off scudetto       |
| Ferrara         | dettagli | Ferrara         |                                                        |
| Ghosts Padova   | dettagli | Padova          | 8º in Serie A1, quarti di finale dei play-off scudetto |
| Lepis Piacenza  | dettagli | Piacenza        |                                                        |
| Libertas Forlì  | dettagli | Forlì           | 7º in Serie A1, quarti di finale dei play-off scudetto |
| Mammuth Roma    | dettagli | Roma            |                                                        |
| Milano Quanta   | dettagli | Milano          | 1º in Serie A1, vince i play-off scudetto              |
| Monleale        | dettagli | Monleale (AL)   | 5º in Serie A1, quarti di finale dei play-off scudetto |

## Stagione regolare

### Classifica finale
|  | Pos. | Squadra         | Pt | G  | V  | VR | PR | P  | GF  | GS  | DR   |
|  | ---- | --------------- | -- | -- | -- | -- | -- | -- | --- | --- | ---- |
|  | 1.   | Milano Quanta   | 56 | 20 | 18 | 1  | 0  | 1  | 180 | 30  | +150 |
|  | 2.   | Monleale        | 50 | 20 | 14 | 4  | 0  | 2  | 114 | 50  | +64  |
|  | 3.   | Cittadella      | 49 | 20 | 15 | 1  | 2  | 2  | 140 | 56  | +84  |
|  | 4.   | CUS Verona      | 47 | 20 | 14 | 1  | 3  | 2  | 93  | 45  | +48  |
|  | 5.   | Asiago Vipers   | 31 | 20 | 9  | 1  | 2  | 8  | 76  | 93  | -17  |
|  | 6.   | Ghosts Padova   | 28 | 20 | 9  | 0  | 1  | 10 | 83  | 85  | -2   |
|  | 7.   | Ferrara         | 23 | 20 | 6  | 2  | 1  | 11 | 83  | 106 | -23  |
|  | 8.   | Libertas Forlì  | 19 | 20 | 6  | 0  | 1  | 13 | 54  | 126 | -72  |
|  | 9.   | Diavoli Vicenza | 14 | 20 | 4  | 0  | 2  | 14 | 64  | 117 | -53  |
|  | 10.  | Lepis Piacenza  | 10 | 20 | 2  | 2  | 0  | 16 | 52  | 111 | -59  |
|  | 11.  | Mammuth Roma    | 3  | 20 | 1  | 0  | 0  | 19 | 55  | 175 | -120 |

Legenda:
  Squadra ammessa ai play-off scudetto.
  Squadra campione d'Italia.
  Squadra vincitrice della Coppa Italia.
  Squadra vincitrice della Coppa FIPH.
  Squadra vincitrice della Supercoppa italiana.
      Retrocesse in Serie B 2017-2018.
Note:
Tre punti a vittoria, due per la vittoria ai tempi supplementari/tiri di rigore, uno per la sconfitta ai tempi supplementari/tiri di rigore, zero a sconfitta.
In caso di arrivo di due o più squadre a pari punti, la graduatoria finale è stilata secondo la classifica avulsa tra le squadre interessate che prevede, in ordine, i seguenti criteri:
- punti negli scontri diretti;
- differenza reti negli scontri diretti;
- differenza reti generale;
- reti realizzate in generale;
- sorteggio.

## Play-off scudetto
|  | Quarti di finale | Quarti di finale | Quarti di finale | Quarti di finale | Quarti di finale |   |               | Semifinali | Semifinali | Semifinali | Semifinali | Semifinali | Semifinali | Semifinali |  |  | Finale | Finale        | Finale | Finale | Finale | Finale | Finale |
|  |                  |                  |                  |                  |                  |   |               |            |            |            |            |            |            |            |  |  |        |               |        |        |        |        |        |
|  | 1                | Milano Quanta    | 9                | 6                |                  |   |               |            |            |            |            |            |            |            |  |  |        |               |        |        |        |        |        |
|  | 8                | Libertas Forlì   | 0                | 3                |                  |   |               |            |            |            |            |            |            |            |  |  |        |               |        |        |        |        |        |
|  | 8                | Libertas Forlì   | 0                | 3                |                  | 1 | Milano Quanta | 5          | 6          | 7          |            |            |            |            |  |  |        |               |        |        |        |        |        |
|  |                  |                  |                  |                  |                  | 1 | Milano Quanta | 5          | 6          | 7          |            |            |            |            |  |  |        |               |        |        |        |        |        |
|  |                  | 4                | CUS Verona       | 2                | 4                | 3 |               |            |            |            |            |            |            |            |  |  |        |               |        |        |        |        |        |
|  | 4                | 4                | CUS Verona       | 2                | 4                | 3 | CUS Verona    | 2          | 5          | 6          |            |            |            |            |  |  |        |               |        |        |        |        |        |
|  | 4                |                  |                  |                  |                  |   | CUS Verona    | 2          | 5          | 6          |            |            |            |            |  |  |        |               |        |        |        |        |        |
|  | 5                | Asiago Vipers    | 5                | 1                | 2                |   |               |            |            |            |            |            |            |            |  |  |        |               |        |        |        |        |        |
|  |                  |                  |                  |                  |                  |   |               |            |            |            |            |            |            |            |  |  | 1      | Milano Quanta | 5      | 6      | 5      | 5      |        |
|  |                  |                  | 3                | Cittadella       | 8                | 0 | 4             | 4          |            |            |            |            |            |            |  |  |        |               |        |        |        |        |        |
|  | 2                | Monleale         | 9                | 14               |                  |   |               |            |            |            |            |            |            |            |  |  |        |               |        |        |        |        |        |
|  | 7                | Ferrara          | 1                | 2                |                  |   |               |            |            |            |            |            |            |            |  |  |        |               |        |        |        |        |        |
|  | 7                | Ferrara          | 1                | 2                |                  | 2 | Monleale      | 2          | 1          | 8          | ?          |            |            |            |  |  |        |               |        |        |        |        |        |
|  |                  |                  |                  |                  |                  | 2 | Monleale      | 2          | 1          | 8          | ?          |            |            |            |  |  |        |               |        |        |        |        |        |
|  |                  | 3                | Cittadella       | 6                | 5                | 2 | ?             |            |            |            |            |            |            |            |  |  |        |               |        |        |        |        |        |
|  | 3                | 3                | Cittadella       | 6                | 5                | 2 | ?             | Cittadella | 6          | 5          |            |            |            |            |  |  |        |               |        |        |        |        |        |
|  | 3                |                  |                  |                  |                  |   |               | Cittadella | 6          | 5          |            |            |            |            |  |  |        |               |        |        |        |        |        |
|  | 6                | Ghosts Padova    | 0                | 4                |                  |   |               |            |            |            |            |            |            |            |  |  |        |               |        |        |        |        |        |

## Verdetti
| Verdetto                    | Club                        |
| --------------------------- | --------------------------- |
| Campione d'Italia 2016-2017 | Milano Quanta (7º titolo)   |
| Retrocesse in Serie B       | Lepis Piacenza Mammuth Roma |